# قلب عجول
«قلب عجول» (انگلیسی: The Hasty Heart) یک فیلم به کارگردانی وینسنت شرمن است که در سال ۱۹۴۹ منتشر شد. از بازیگران آن می‌توان به ریچارد تاد، رونالد ریگان، پاتریشیا نئال، و آلفی بیس اشاره کرد.